# Marmagne (Cher)
Marmagne – miejscowość i gmina we Francji, w Regionie Centralnym, w departamencie Cher.
Według danych na rok 1990 gminę zamieszkiwało 1908 osób, a gęstość zaludnienia wynosiła 51 osób/km² (wśród 1842 gmin Regionu Centralnego Marmagne plasuje się na 204. miejscu pod względem liczby ludności, natomiast pod względem powierzchni na miejscu 204.).